# Kawayan
Kawayan es un municipio ubicado en la provincia de Biliran, Filipinas. Según el censo de 2020, tiene una población de 20 455 habitantes.

## Barangayes
Kawayan se subdivide administrativamente en 20 barangayes.
| - Baganito - Balacson - Bilwang - Bulalacao - Burabod - Inasuyan - Kansanok - Mada-o - Mapuyo - Masagaosao | - Masagongsong - Población - Tabunan North - Tubig Guinoo - Tucdao - Ungale - Balite - Buyo - Villa Cornejo (Looc) - San Lorenzo |